# Los Ídolos, Morelos
Los Ídolos är en ort i Mexiko.   Den ligger i kommunen Puente de Ixtla och delstaten Morelos, i den sydöstra delen av landet, 100 km söder om huvudstaden Mexico City. Los Ídolos ligger 928 meter över havet och antalet invånare är 196.
Terrängen runt Los Ídolos är varierad. Runt Los Ídolos är det ganska glesbefolkat, med 50 invånare per kvadratkilometer. Närmaste större samhälle är Zacatepec, 16,9 km nordost om Los Ídolos. I omgivningarna runt Los Ídolos växer huvudsakligen savannskog.